# Neonysson
Neonysson (лат.) — род песочных ос из подсемейства Bembicinae (триба Nyssonini). Неотропика: Чили. Известно 2 вида.

## Описание
Мелкие осы. Вершина заднего бедра простая, без выступов. Задняя поверхность задних голеней неравномерно зазубренная. Средние голени самца с двумя шпорами. Переднее крыло с 3 субмаргинальными ячейками. Птеростигма передних крыльев значительно меньше субмаргинальной ячейки II, медиальная жилка передних крыльев расходится перед cu-a. Метасомальный стернум I базально с двойным килем. Относится к трибе Nyssonini Handlirsch, 1925 и подтрибе Nyssonina Handlirsch, 1925. Биология неизвестна.
- Neonysson herbsti R.Bohart, 1968
- Neonysson porteri (Ruiz Pereira, 1936)